# Kristoffer Eriksen Sundal
Kristoffer Eriksen Sundal (Oslo, 7 de febrero de 2001) es un deportista noruego que compite en salto en esquí. Ganó dos medallas en el Campeonato Mundial de Esquí Nórdico, en los años 2023 y 2025, ambas en la prueba de trampolín grande por equipo.

## Palmarés internacional
| Campeonato Mundial | Campeonato Mundial  | Campeonato Mundial | Campeonato Mundial |
| Año                | Lugar               | Medalla            | Prueba             |
| ------------------ | ------------------- | ------------------ | ------------------ |
| 2023               | Planica (Eslovenia) | Medalla de plata   | TG por equipo      |
| 2025               | Trondheim (Noruega) | Medalla de bronce  | TG por equipo      |